# Сноук
Сноук (англ. Supreme leader Snoke) — персонаж VII и VIII эпизодов киносаги «Звёздные войны», чувствительный к Силе гуманоид, верховный лидер Первого Ордена, могущественный адепт Тёмной стороны Силы и учитель Кайло Рена. Раса неизвестна. Сноук был одним из множества клонов-марионеток, созданных Палпатином в дальних уголках Галактики на планете Экзегол. На протяжении эпизодов VII и VIII Сноук был Верховным лидером Первого ордена, в этом качестве проявлял себя дальновидным и стратегически мыслящим правителем. Как учитель Тёмной стороны Сноук показал себя глубоко знающим её адептом и мудрым наставником. Своего ученика Кайло Рена он высоко ценил и называл «мудрым и сильным», в то время как его родители, Хан Соло и Лея Органа, считали, что Сноук манипулировал и использовал его в своих корыстных целях. Сноук проявлял огромный интерес к Кайло Рену из-за того, что тот был очень чувствительным к Силе, причём как к светлой стороне, так и к тёмной.
Сноук обладал огромным могуществом Тёмной Стороны Силы, так как напрямую был связан с Дартом Сидиусом.
Сноук был очень хорошо осведомлён о взаимоотношениях Дарта Вейдера и Люка Скайуокера, и о том, что Кайло Рен, являясь внуком Дарта Вейдера, унаследовал значительную долю потенциала легендарного повелителя ситхов. Сноук воспользовался этим, сыграв на чувствах юного Бена Соло и совратив его на тёмную сторону Силы. Сноук уничтожил воссозданный Люком Скайуокером Орден джедаев именно руками Кайло Рена, в то время ещё известного под именем Бена Соло и тем окончательно переманил юношу на Тёмную Сторону.
Сноук был высокого роста, очень худым, с длинными тонкими конечностями, производит впечатление измождённости. У Сноука удлинённое бледное лицо со шрамами, а также бледно-голубые глаза. Он имел огромный шрам на лбу и очень сильный ожог левой щёки, из-за чего его рот и нижняя челюсть были изуродованы. Также неясно происхождение этих увечий. Сноук носил халат-накидку, не похожую на балахоны джедаев или ситхов. Говорил неторопливо, произнося слова вполголоса, передвигался неспешно, возможно, из-за физической слабости тела.
Сноук был спокойным и не показывал ни ярости, ни разочарования, его вспышки гнева в очных разговорах с Кайло Реном скорее продуманная невербальная манипуляция последним, нежели проявление истинных эмоций. Во время уничтожения базы «Старкиллер» Сноук хладнокровно объяснил Хаксу его следующие действия. Кайло Рен же склонен к неконтролируемым вспышкам гнева и припадкам ярости, когда сталкивается со сложностями или неудачами.
В VIII эпизоде Сноук был убит Кайло Реном, сумевшим затуманить его разум, на собственном флагмане при попытке заставить последнего убить Рей. Роль Сноука в фильме воплотил Энди Серкис (методом захвата движения).

## Появления

### «Пробуждение силы» (2015)
В фильме Сноук представлен как Верховный лидер Первого ордена и учитель Кайло Рена. Сноук чувствует «пробуждение» в Силе и предупреждает Рена, что пределы его могущества и верности Тёмной стороне будут проверены, когда он встретится с отцом в погоне за своенравным BB-8.
Лея показывает своему отчуждённому мужу Хану, что это влияние Сноука, которое испортило их сына. После того, как Кайло Рен был неожиданно побеждён в дуэли с Рей, Сноук приказывает генералу Хаксу забрать Рена и приготовить его к завершению обучения.

### «Последние джедаи» (2017)
После событий в «Пробуждении силы» Сноук выговаривает Хакса за неудачи как военачальника, а Кайло Рену устраивает намного более жестокий разнос за то, что тот не смог найти и убить Рей, ставя Рену в вину и то, что Рен так и не смог выяснить местонахождение Люка и Люк до сих пор жив, а сопротивление морально окрепло. Кайло Рен приводит Рей к Сноуку, который допрашивает её, пытаясь получить информацию о местонахождении Люка. Сноук рассказывает Кайло Рену и Рей, что создал связь между ними, чтобы манипулировать ими и заставить Рей прийти к себе. Сноук приказывает Рену убить Рей и наслаждается полным контролем над своим учеником. Рен, вопреки его словам, использует Силу и, активируя световой меч Рей на расстоянии, разрезает Сноука пополам. После того как он и Рей победили Преторианскую гвардию, Рен объявляет себя новым Верховным лидером Первого ордена.

### Другие работы
Сноук появляется в романе «The Awakens the Force» Алана Дина Фостера, выпущенный 27 ноября 2017 года.
В романе Лея рассказывает Хану более подробно, как Сноук, понимая, что их сын будет «связан с Силой» и обладать «чувственностью к добру или злу», долго наблюдал за Беном и манипулировал событиями, чтобы привлечь его к Тёмной стороне.
Неиграбельная версия Lego minifigure Сноука появляется в роликах в видеоигре 2016 года «Lego Star Wars: The Force Awakens».